# 마이크 엔지
마이클 브래들리 "마이크" 엔지(영어: Michael Bradley "Mike" Enzi, 1944년 2월 1일 ~ )는 미국 공화당 소속의 정치인이다.

## 역대 선거 결과
| 선거명      | 직책명                                 | 대수  | 정당   | 득표율  | 득표수    | 결과 | 당락                     |
| ----------- | -------------------------------------- | ----- | ------ | ------- | --------- | ---- | ------------------------ |
| 1986년 선거 | 하원의원 (와이오밍 캠벨 카운티 선거구) | 49대  | 공화당 | 0%      | 표        | 1위  | 와이오밍 주의원 당선     |
| 1988년 선거 | 하원의원 (와이오밍 캠벨 카운티 선거구) | 50대  | 공화당 | 0%      | 표        | 1위  | 와이오밍 주의원 당선     |
| 1990년 선거 | 하원의원 (와이오밍 캠벨 카운티 선거구) | 51대  | 공화당 | 0%      | 표        | 1위  | 와이오밍 주의원 당선     |
| 1992년 선거 | 상원의원 (와이오밍 제24부)             | 52대  | 공화당 | 100.00% | 4,743표   | 1위  | 와이오밍 주의원 당선     |
| 1996년 선거 | 상원의원 (와이오밍 제2부)              | 105대 | 공화당 | 54.06%  | 114,116표 | 1위  | 와이오밍주 상원의원 당선 |
| 2002년 선거 | 상원의원 (와이오밍 제2부)              | 108대 | 공화당 | 72.95%  | 133,710표 | 1위  | 와이오밍주 상원의원 당선 |
| 2008년 선거 | 상원의원 (와이오밍 제2부)              | 111대 | 공화당 | 75.64%  | 189,046표 | 1위  | 와이오밍주 상원의원 당선 |
| 2014년 선거 | 상원의원 (와이오밍 제2부)              | 114대 | 공화당 | 72.19%  | 121,554표 | 1위  | 와이오밍주 상원의원 당선 |